# Klooster Mariënpoel

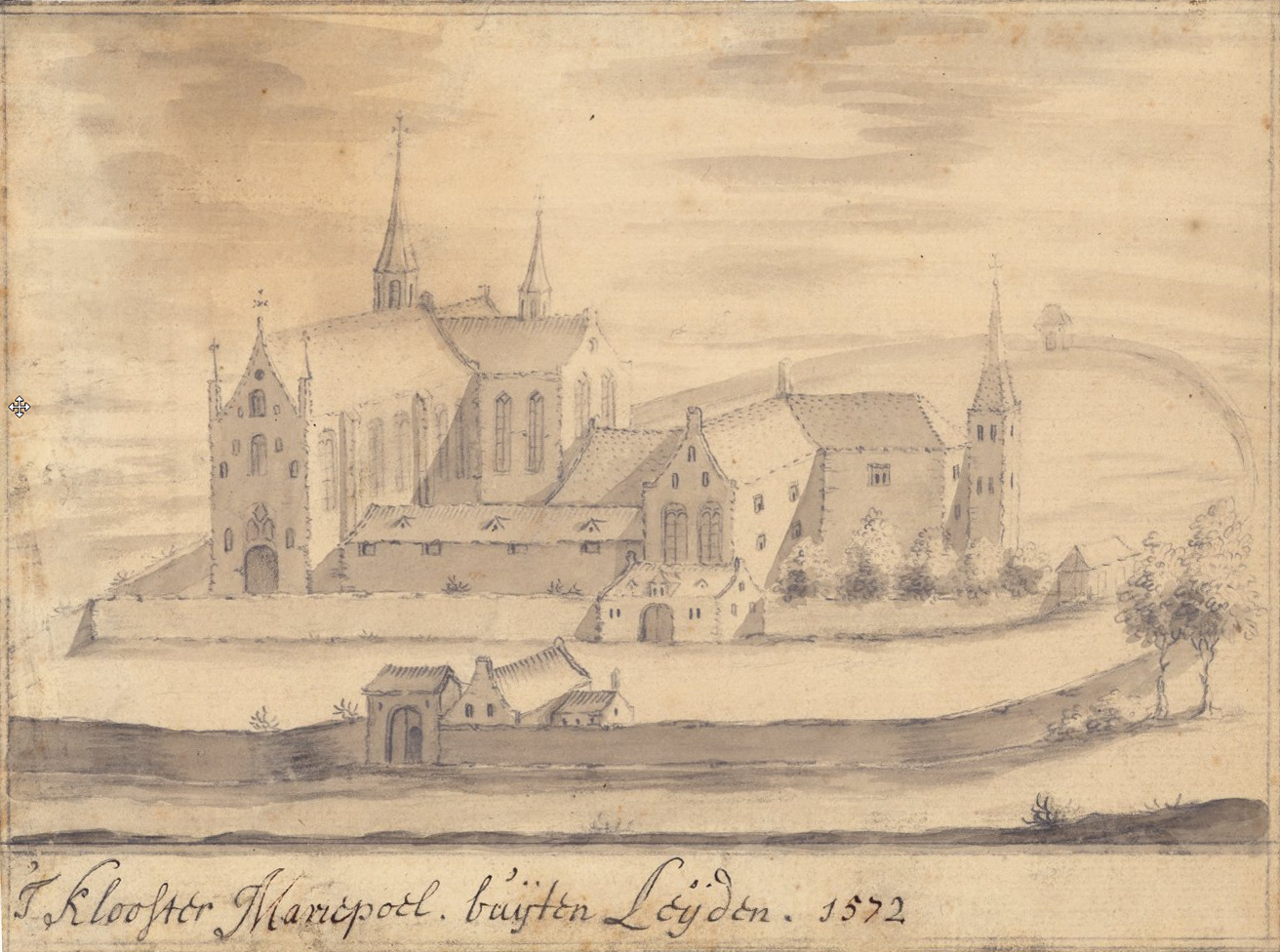
Tekening van het klooster uit 1572

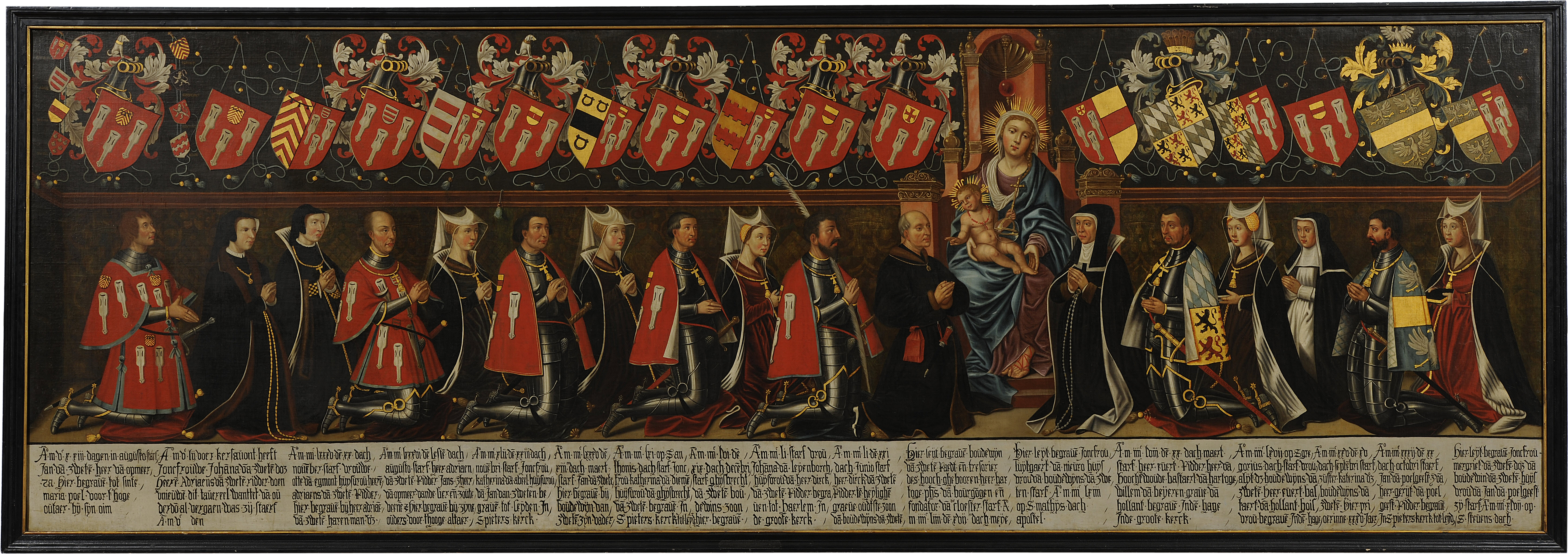
Memorietafel van het geslacht Van Swieten dat in het klooster hing. Het werd oorspronkelijk geschilderd in de tijd van Boudewijn, maar in 1552 geheel vernieuwd

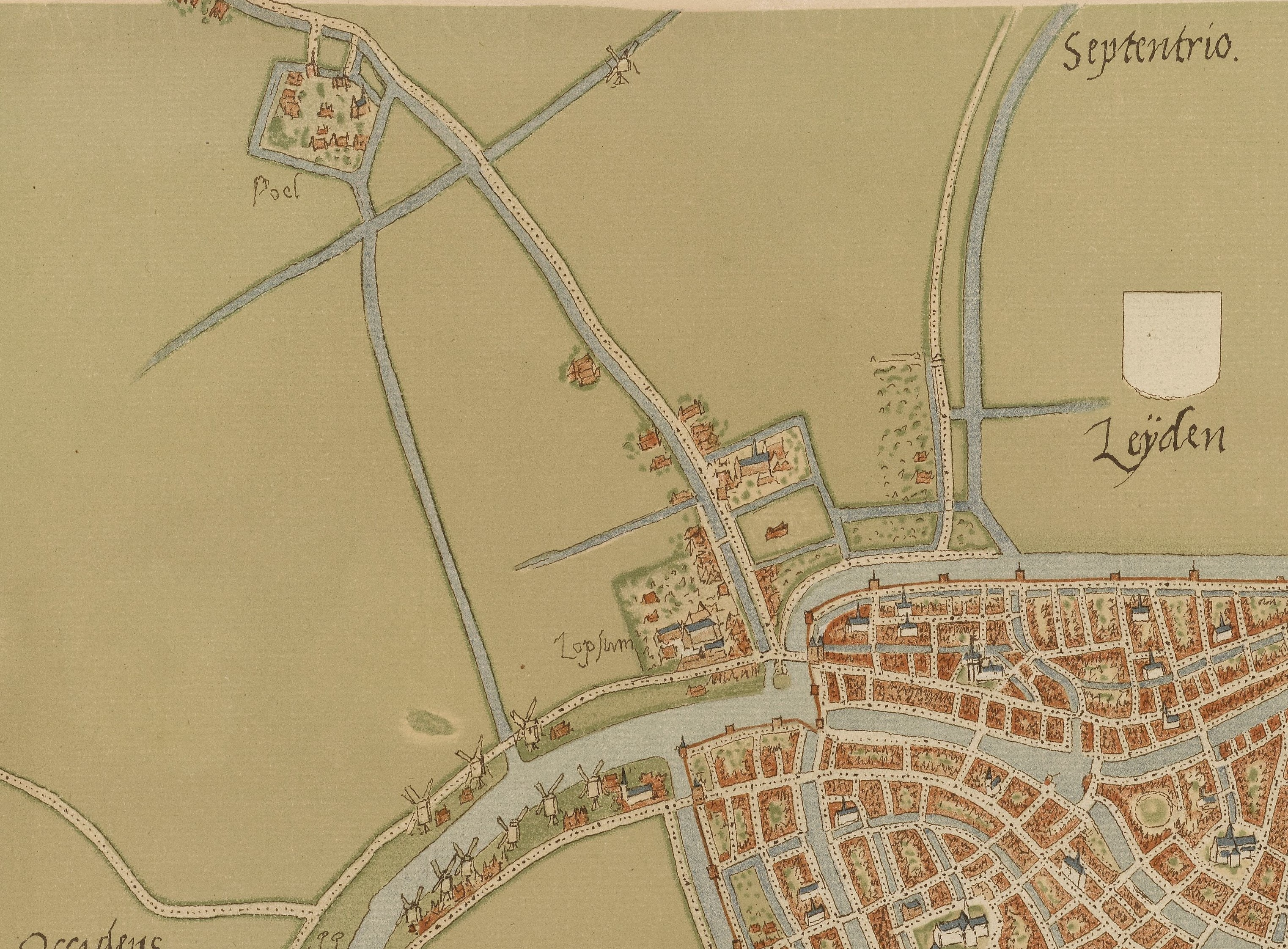
Uitsnede uit een kaart van Jacob van Deventer uit 1545. Het klooster staat met 'Poel' aangegeven

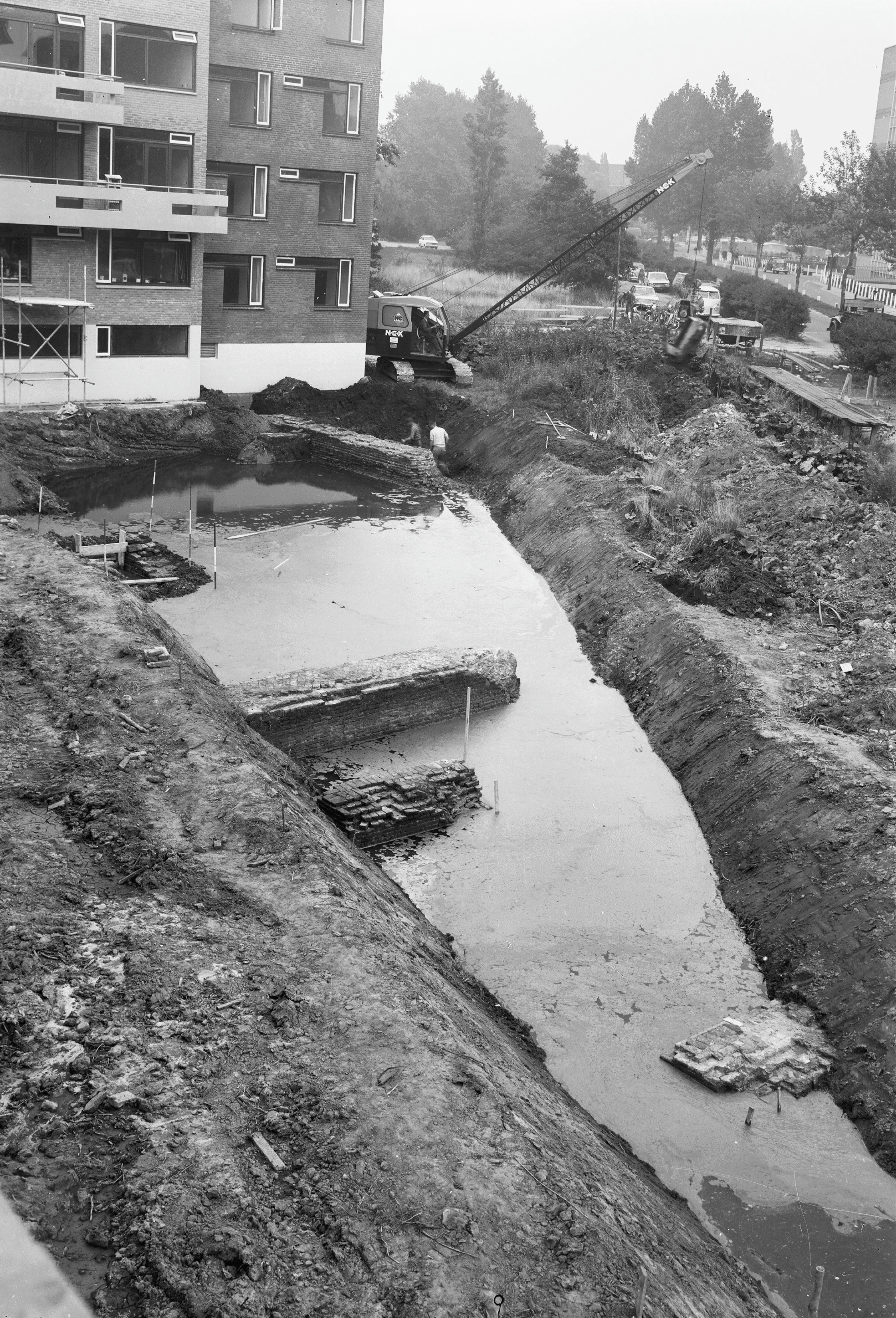
Opgraving in 1967 van de resten van Paddenpoel en Mariënpoel

Klooster Mariënpoel is een voormalig augustinessenklooster nabij de Nederlandse stad Leiden. Het klooster heeft bestaan van 1428 tot 1573 en was gelegen waar sinds de jaren zestig van de twintigste eeuw de studentenwoningen aan het Flanorpad staan.

## Geschiedenis
In 1420 moesten de zusters van het Agnesklooster in Oudewater hun vestiging opgeven vanwege financiële en kerkelijke perikelen. Zij vestigden zich dat jaar in Leiden, waarbij ze door Boudewijn van Swieten tijdelijk werden gehuisvest en hertog Filips de Goede een vrijgeleide verschafte. In 1428 kocht Van Swieten een hofstede met 28 morgen land van Hendrik van Wassenaar, burggraaf van Leiden. Op dat perceel bevonden zich ook de resten van het huis Paddenpoel, dat bij het beleg van Leiden van 1420 was verwoest. In 1429 verleende de bisschop van Utrecht, Zweder van Culemborg, zijn goedkeuring aan de stichting van het klooster en hij bepaalde de naam ervan: Mariënpoel. De kloosterkerk werd in 1430 gewijd.

### Bezittingen
Van Swieten stelde een bedrag van 3000 Bourgondische schilden ter beschikking, voor de grond en de bouw van de kloosterpanden. Daarnaast bemoeide Van Swieten zich met de organisatie en de financiën van het klooster. Zo stelde hij als regel dat er nooit meer dan 40 monialen en tien lekenzusters mochten wonen en gasten niet werden ontvangen, omdat "wt veelheyt der personen comet dicwyl verstroytheit ende ongheordineertheit". Ook stelde hij een bovengrens aan de inkomsten die de zusters jaarlijks mochten verwerven, teneinde geestelijk verval en zonde tegen te gaan.
De laatste regel moet bij leven van Van Swieten reeds zijn geschonden en na diens dood in 1454 namen de bezittingen van het klooster nog sterk toe. Voor opname van al dan niet adellijke dochters in de orde moest soms een 'costgelt' betaald worden. Ook verkreeg het klooster rentes van bezittingen en ambten. Verder leende het klooster geld aan onder meer de stad Leiden, waaraan uitkeringen van lijfrente waren verbonden. In de loop van de vijftiende eeuw echter, kwam Leiden in financiële moeilijkheden en de uitbetaling van lijfrentes werd soms aanzienlijk gekort.
Halverwege de zestiende eeuw was het grondbezit gegroeid tot 300 morgen en het klooster had bezittingen of recht op rentes van Heiloo tot aan Reimerswaal. Allengs werden ook kostbaarheden aan het bezit toegevoegd en met name in het jaar 1523 en daarna werden veel kunstvoorwerpen aangekocht. In onder meer 1483, 1485 en 1488 klopte de stad Leiden bij het klooster aan voor leningen en in 1566 nam de orde het onderhoud van de Rijnsburgerweg van de stad over.

### Beeldenstorm en beleg
In hetzelfde jaar werden, tijdens de Beeldenstorm, de belangrijkste religieuze kunstvoorwerpen naar de stad overgebracht. Hoewel vele kerkelijke bezittingen in Leiden aan het oproer ten prooi vielen, moet Mariënpoel goeddeels gespaard zijn gebleven, omdat een niet nader bekende 'heer' de beeldenstormers had afgekocht. Nauwelijks zeven jaar later werd het klooster uiteindelijk toch verwoest bij het beleg van Leiden van 1573/74 en het werd niet herbouwd.